# Håtjärnen (Lima socken, Dalarna, 674692-136501)
Håtjärnen är en sjö i Malung-Sälens kommun i Dalarna och ingår i Dalälvens huvudavrinningsområde. Sjön har en area på 0,0457 kvadratkilometer och ligger 425,1 meter över havet. Sjön avvattnas av vattendraget Alman.

## Delavrinningsområde
Håtjärnen ingår i det delavrinningsområde (674546-136926) som SMHI kallar för Namn saknas. Medelhöjden är 440 meter över havet och ytan är 18,34 kvadratkilometer. Räknas de 10 avrinningsområdena uppströms in blir den ackumulerade arean 102,49 kvadratkilometer. Alman som avvattnar avrinningsområdet har biflödesordning 3, vilket innebär att vattnet flödar genom totalt 3 vattendrag innan det når havet efter 407 kilometer. Avrinningsområdet består mestadels av skog (58 procent) och sankmarker (40 procent). Avrinningsområdet har 0,1 kvadratkilometer vattenytor vilket ger det en sjöprocent på 0,6 procent.